# Аманд (узурпатор)
Гай Аманд (лат. Gaius Amandus) — римский император-узурпатор в 285—286 годах.
Аманд был лидером восставших испанских и галльских багаудов. Он был провозглашён ими императором. Правой рукой Аманда был Элиан. В 286 году Максимиан Геркулий вместе с Караузием разгромили восставших. Аврелий Виктор «О цезарях»:

…некие Элиан и Аманд, набрав шайку разбойников среди поселян, которых местные жители называют багаудами, опустошили много полей и пытались захватить многие города, он сейчас же направил туда с неограниченной военной властью своего друга Максимиана.— 